# 中川義貴
中川 義貴（なかがわ よしき、1993年7月14日 - ）は、茨城県出身の元サッカー選手。ポジションはFW。

## 来歴
鹿島アントラーズのジュニア、ジュニアユースから2009年にユースに昇格。 ユースの同期は、宮内龍汰、鈴木隆雅、西室隆規など。2011年、高円宮杯U-18サッカーリーグ プリンスリーグ関東で得点王をとり、チームのプリンスリーグ優勝と翌年のプレミアリーグ参入に貢献した。
2012年、鹿島アントラーズトップチームに宮内龍汰、鈴木隆雅とともに昇格。公式戦出場は天皇杯の1試合にとどまり、2014年1月に本人からの申し出により現役を引退した。

## 所属クラブ
ユース経歴
- 石下SSS
- 鹿島アントラーズジュニア
- 2006年 - 2008年 鹿島アントラーズジュニアユース
- 2009年 - 2011年 鹿島アントラーズユース（鹿島学園高等学校）

プロ経歴
- 2012年 - 2014年1月 鹿島アントラーズ

## 個人成績
| 国内大会個人成績 | 国内大会個人成績 | 国内大会個人成績 | 国内大会個人成績 | 国内大会個人成績 | 国内大会個人成績 | 国内大会個人成績 | 国内大会個人成績 | 国内大会個人成績 | 国内大会個人成績 | 国内大会個人成績 | 国内大会個人成績 |
| 年度             | クラブ           | 背番号           | リーグ           | リーグ戦         | リーグ戦         | リーグ杯         | リーグ杯         | オープン杯       | オープン杯       | 期間通算         | 期間通算         |
| 年度             | クラブ           | 背番号           | リーグ           | 出場             | 得点             | 出場             | 得点             | 出場             | 得点             | 出場             | 得点             |
| 日本             | 日本             | 日本             | 日本             | リーグ戦         | リーグ戦         | リーグ杯         | リーグ杯         | 天皇杯           | 天皇杯           | 期間通算         | 期間通算         |
| ---------------- | ---------------- | ---------------- | ---------------- | ---------------- | ---------------- | ---------------- | ---------------- | ---------------- | ---------------- | ---------------- | ---------------- |
| 2012             | 鹿島             | 18               | J1               | 0                | 0                | 0                | 0                | 0                | 0                | 0                | 0                |
| 2013             | 鹿島             | 18               | J1               | 0                | 0                | 0                | 0                | 1                | 0                | 1                | 0                |
| 2014             | 鹿島             | 34               | J1               | -                | -                | -                | -                | -                | -                | 0                | 0                |
| 通算             | 日本             | 日本             | J1               | 0                | 0                | 0                | 0                | 1                | 0                | 1                | 0                |
| 総通算           | 総通算           | 総通算           | 総通算           | 0                | 0                | 0                | 0                | 1                | 0                | 1                | 0                |

- 公式戦初出場 - 2013年9月7日 天皇杯2回戦 対ソニー仙台FC戦 (カシマスタジアム)

## タイトル

### クラブ
鹿島アントラーズユース
- 高円宮杯U-18サッカーリーグ プリンスリーグ関東：優勝 (2011年)

鹿島アントラーズ
- ヤマザキナビスコカップ：1回 (2012年)
- スルガ銀行チャンピオンシップ：2回 (2012年、2013年)

### 個人
- 高円宮杯U-18サッカーリーグ プリンスリーグ関東：得点王 (2011年)